# Sassari (tỉnh)
Sassari (tiếng Ý: Provincia di Sassari, tiếng Sardegna: Provìntzia de Tàtari, tiếng Sassar: Prubìnzia di Sàssari) là một tỉnh ở vùng đảo tự trị Sardinia của Ý. Tỉnh lỵ là thành phố Sassari.
Tỉnh này có diện tích 4.282 km², tổng dân số là 322.326 người năm 2001. Có 66 đô thị ở tỉnh này, các đô thị lớn nhất là Sassari (dân số 120.729 in điều tra dân số năm 2001), Alghero (38.404), Porto Torres (21.064), Sorso (12.842), và Ozieri (11.334) (nguồn: Viện thống kê quốc gia Italia (Istat).

## Các địa điểm tham quan
- Arboreto Mediterraneo del Limbara
- Orto Botanico dell'Università di Sassari, một vườn thực vật mới